# Alida Buitendijk
Alida Buitendijk (Leiden, 1 april 1903 – aldaar, 12 september 1950) was een Nederlandse zoöloge. Ze werkte vanaf 1930 tot haar dood bij het Leidse Museum voor Natuurlijke Historie, thans Naturalis.

## Biografie
Alida was de dochter van Pieter Buitendijk (scheepsarts bij de Stoomvaart-Maatschappij Nederland) en Marrigje de Graaf. Zij bezocht in Leiden de meisjes-hbs. Daarna studeerde zij biologie aan de Rijksuniversiteit. Ze kon geen doctoraal examen doen, omdat haar vooropleiding daar geen toegang tot gaf, daarom studeerde zij in 1926 af met de actie MO-biologie ("K4"). Tijdens haar studie begon ze met systematisch onderzoek aan springstaarten (Collembola). 
In 1930 kreeg ze een baan als secretaresse ("schrijfster 2de klasse") aan het Museum voor Natuurlijke Historie. Het niveau van haar werkzaamheden  rechtvaardigde een veel hogere rang, want naast het reguliere administratieve werk, zette ze haar wetenschappelijk werk aan de Collembola voort. In 1937 kreeg zij de rang van laborante en in 1938 werd zij assistent-conservator bij de afdeling geleedpotigen (Arthropoda) en in 1944 volgde een bevordering tot conservator van de nieuw opgerichte afdeling Arthropoda (non-Insecta). Een functie die zij tot 1950 behield.

## Haar werk
In 1941 rondde ze haar studie aan de Collembola af met een publicatie die verscheen in de reeks "Fauna van Nederland".
Haar vader had als amateurbioloog een enorme verzameling zeedieren uit Nederlands-Indië aangelegd en deze collectie later geschonken aan het museum. Verder kreeg het museum een enorme hoeveelheid specimens die waren vergaard tijdens de (eerste) Snellius-expeditie (1929-1930). De toenmalige directeur van het museum Hilbrand Boschma drong er in 1935 bij Alida op aan om deze collecties te gaan ordenen en bestuderen. Haar werk aan deze collecties leidde tot een tiental publicaties over Indo-Westpacifische soorten uit de orde Brachyura (krabben) waaronder Paguridea (Heremietkreeften), Dromiacea, Atelecyclidae en Xanthidae. Verder publiceerde zij belangrijke bijdragen over de krabbenfauna van Mexico, de Indische Archipel en Zuid-Afrika. 
Bovendien werkte zij aan de Acariformes (mijten) en publiceerde daarover in 1945 een catalogus.
- Biografisch Portaal: 98698569
- International Standard Name Identifier: 0000 0003 9844 7179
- Nederlandse Thesaurus van Auteursnamen: 273437313
- Virtual International Authority File: 269715481
- WorldCat: E39PBJmHJKhMYJTcVpKt3Rv4MP